# Utricularia hispida
Utricularia hispida — вид рослин із родини пухирникових (Lentibulariaceae).

## Біоморфологічна характеристика
Це багаторічна наземна рослина. Листки вузьколінійні, 6–30 см завдовжки і 1–6 мм завширшки, іноді також є кілька дрібніших зворотно-яйцюватих листків. Суцвіття 30–60 см завдовжки. Частки чашечки нерівні, яйцеподібні, верхня частка 2.5–4 мм завдовжки, нижня частка менша. Віночок завдовжки 6–10 мм, переважно бузковий з жовтою плямою. Плід — куляста коробочка 2–3 мм у діаметрі.

## Середовище проживання
Цей вид має широке поширення в Центральній і Південній Америці (Беліз, Бразилія, Колумбія, Французька Гвіана, Гватемала, Гаяна, Мексика (Веракрус), Нікарагуа, Суринам, Тринідад і Тобаго, Венесуела).
Населяє вологу савану, особливо на білому піщаному субстраті та серед скель; на висотах від 0 до 1400 метрів.

## Використання
Вид культивується невеликою кількістю ентузіастів роду. Торгівля незначна.